# Metriakantozaur
Metriakantozaur (Metriacanthosaurus parkeri) – teropod z rodziny sinraptorów (Sinraptoridae); jego nazwa znaczy „jaszczur o umiarkowanie długich kolcach”.
Żył w epoce późnej jury (ok. 156 mln lat temu) na terenach Europy. Długość ciała ok. 8 m, wysokość ok. 2-2,5 m, masa ok. 1 t. Jego szczątki znaleziono w Anglii (w hrabstwie Dorset).